# المثوبة (يافع)

تعديل مصدري - تعديل

المثوبة هي إحدى قرى عزلة لبعوس بمديرية يافع التابعة لمحافظة لحج، بلغ تعداد سكانها 226 نسمة حسب تعداد اليمن لعام 2004.